# Pengana robertbolesi
Pengana robertbolesi es una especie extinta de ave accipítrido - la única de su género que se conoce - probablemente relacionada con el aguilucho. Seguramente parecía un cruce entre el secretario y el caracara. También es conocido comúnmente como "flexirraptor".
Se ha encontrado fósiles en Riversleigh (Queensland), en Australia. El flexirraptor es conocido solo a partir de un tibiotarso (hueso del tobillo). Sin embargo, este estaba constituido de manera muy peculiar, permitiendo a la pata ser doblarse hacia atrás y a los lados. El ave estaba por tanto bien adaptada para alcanzar los hoyos y grietas y extraer sus presas. El nombre vernacular "flexirraptor" fue acuñado para reflejar esta habilidad.